# لا گوادلوپ، کبک
لا گوادلوپ (به فرانسوی: La Guadeloupe) روستایی در منطقه شهری بوس-سارتیگان ناحیه شودییر-آپالاش در استان کبک کانادا است. در سرشماری سال ۲۰۱۱ این روستا ۱٬۷۵۴ نفر جمعیت داشته‌است و مساحت آن ۳۱٫۶۷ کیلومتر مربع است.